# Quercus gravesii
Quercus gravesii är en bokväxtart som beskrevs av George Bishop Sudworth. Quercus gravesii ingår i släktet ekar, och familjen bokväxter. Inga underarter finns listade.
Denna ek har mörk bark och mörkgröna blad som är parflikiga. Under hösten blir löven påfallande röd. Trädet har röda blommor och det blommar mellan mars och maj. Växtens blad äts av hjortdjur och ekollon av ekorrar och fåglar.
Arten hittas i södra Texas och i nordöstra Mexiko i delstaterna Coahuila, Chihuahua och Nuevo León. Den växer i bergstrakter och på högplatå mellan 1200 och 2300 meter över havet. Quercus gravesii ingår i lövfällande skogar och i buskskogar.
Detta träd är känslig för översvämningar. Populationen vid en dammbyggnad försvann nästan under 1970-talet. Växten påverkas även av betande djur, skogsbruk och etablering av gruvdrift. Hela populationen är fortfarande stor. IUCN kategoriserar arten globalt som livskraftig.